# Harrie van Daal
Hendrikus Paulus Johannes Maria van Daal (Woensel, 8 augustus 1908 – Venray, 12 juli 1989), beter bekend als Harrie van Daal en soms geschreven als 'Harry van Daal', was de initiatiefnemer van het Nederlands Nationaal Oorlogs- en Verzetsmuseum Overloon. Hij was ambtenaar bij de gemeente Overloon–Maashees en, vanaf 1942 tot aan zijn pensionering, bij de fusiegemeente Vierlingsbeek.
Na de Eerste Wereldoorlog bezocht Van Daal het slagveld van Ieper. Hier raakte hij diep onder de indruk van de wijze waarop de verschrikkingen van deze oorlog hier in herinnering werden gehouden. Tijdens de Tweede Wereldoorlog zou het oorlogsgeweld ook zijn eigen woonplaats Overloon treffen. Het dorp werd tijdens de Slag om Overloon in september-oktober 1944 grotendeels verwoest. Tijdens een wandeling door de omgeving in mei 1945 zag van Daal wrakken van tanks in het deels verbrande Overloonse bos en akkers vol kraters. Met witte linten waren mijnenvelden gemarkeerd. Terugdenkend aan Ieper besloot hij dat ook het slagveld bij Overloon bewaard moest blijven om de herinnering aan de verschrikkingen van de oorlog levend te houden.
Twee dagen later vond, na overleg met burgemeester Antoon Jans en pastoor M.J. van Boxtel, de oprichtingsvergadering voor het latere 'Oorlogsmuseum Overloon' plaats. Dertig burgers van Overloon legden ieder een bedrag in, terwijl hun dorp in puin lag en de wederopbouw nog moest beginnen. Van de gemeente en de katholieke kerk kreeg het museum een stuk grond van 13 hectare toebedeeld. Op 25 mei 1946 ging het eerste museum in West-Europa over de Tweede Wereldoorlog open voor het publiek. De collectie werd op dat moment voor een groot deel gevormd door voertuigen en stukken geschut die op het slagveld van Overloon waren achtergebleven en door de Britse troepen met Churchill-tanks naar het nieuwe museumpark zijn gesleept. Prinses Juliana was een van de eerste bezoekers.
Het was Van Daal die een gedenksteen bij het museum liet oprichten met de volgende tekst:
Sta een ogenblik stil bezoeker en bedenkt dat de grond waarop gij nu vertoeft eens een van de felst omstreden sectoren was van het slagveld Overloon. Bitter er is hier gevochten in man-tegen-man-gevechten. Vele jonge levens, aan de slagvelden van Nettuno en Normandië ontkomen, vonden onder deze bomen hun einde.
In 1977 is Van Daal benoemd tot Ridder in de Orde van Oranje-Nassau. Hij bleef tot zijn terugtreding in 1984 als secretaris van het bestuur een rol spelen bij het museum. In 1987 ontving Van Daal het Duitse Bundesverdienstkreuz. Harrie van Daal overleed in 1989. In Overloon is het Harry van Daalplein naar hem vernoemd.